# 基烏約山 (萬薩區)
11°29′45″S 76°28′16″W / 11.49583°S 76.47111°W
基烏約山（Kiwyu），是秘魯的山峰，位於該國中南部利馬大區，由瓦羅奇里省的萬薩區負責管轄，屬於安地斯山脈的一部分，海拔高度4,800米。